# Iglesia de Santa Lucía de Ferreñafe
La Iglesia de Santa Lucía de Ferreñafe es la principal iglesia en la ciudad homónima. Está bajo propiedad de la Iglesia católica. La construcción fue declarada Monumento Histórico mediante D.S. N.º 2900-92.

## Galería

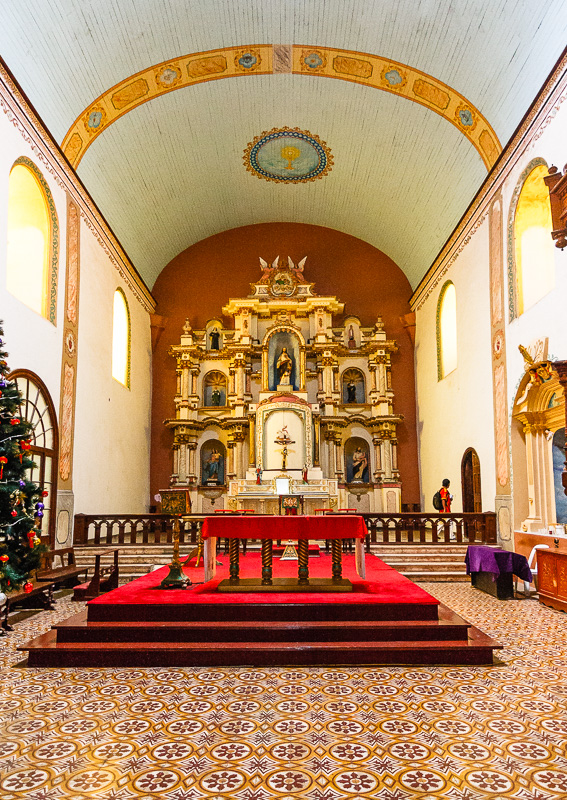
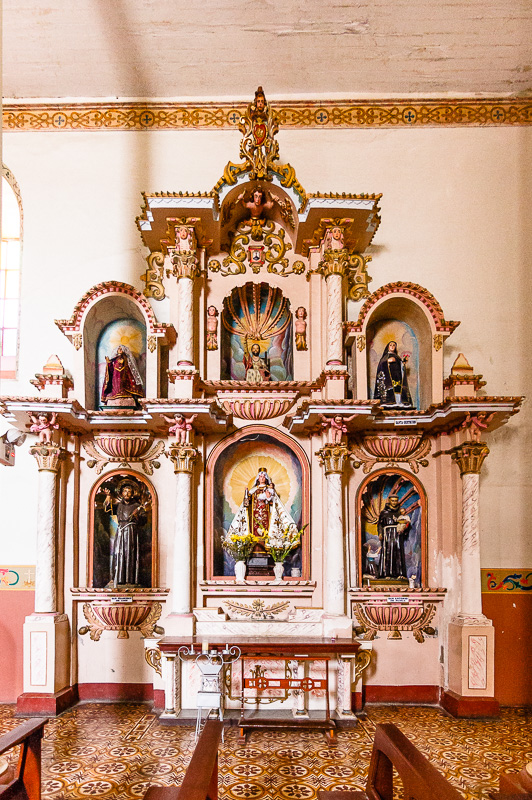
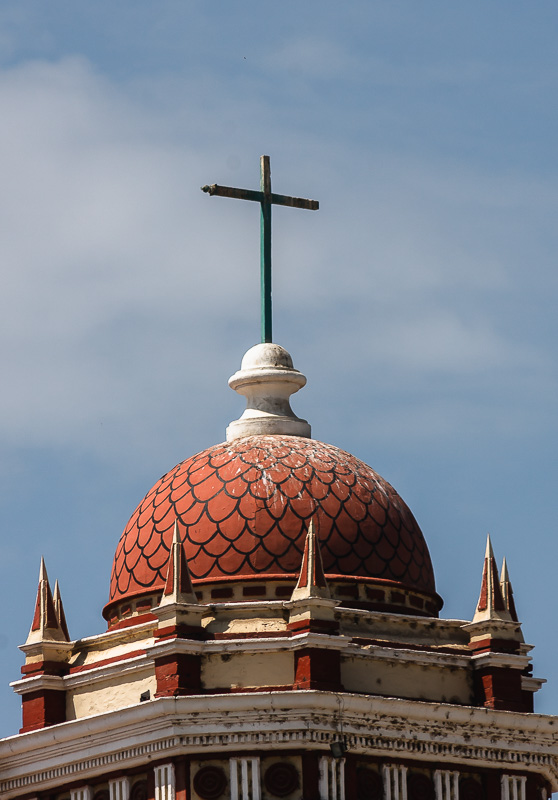